# Doctor Mora
Doctor Mora là một đô thị thuộc bang Guanajuato, México. Năm 2005, dân số của đô thị này là 21304 người.